# Mackinac County
Mackinac County je okres ve státě Michigan v USA. K roku 2000 zde žilo 11 943 obyvatel. Správním městem okresu je St. Ignace. Celková rozloha okresu činí 5 440 km². Vznikl v roce 1818 jako Michilimackinac County, podle pevnosti Michilimackinac.

## Sousední okresy
| Růžice kompasu | Luce County        | Chippewa County | Chippewa County | Růžice kompasu |
| Růžice kompasu | Schoolcraft County | Sever           | Chippewa County | Růžice kompasu |
| Růžice kompasu | Schoolcraft County | Mackinac County | Chippewa County | Růžice kompasu |
| Růžice kompasu | Schoolcraft County | Jih             | Chippewa County | Růžice kompasu |
| Růžice kompasu |                    |                 |                 | Růžice kompasu |